# 리얼시트콤 계약동거 시즌2
《리얼시트콤 계약동거》는 게스트가 출연하여 연기코믹 프로그램이다.
원래 2008년 5월에 봄 개편으로 《리얼시트콤 계약동거 시즌2》
이란 프로그램이 일부 변형되었다. 2008년 9월 11일부터 《사랑은 퀴즈 같아요》로 다시 프로그램이 변형되었다.
- 스타커플들을 대진표로 정해 서바이벌 형식으로 신입 매니저 미은의 알콩달콩 동거 스토리!

## 기타
- 추석이나, 설날 명절 때는 토요일, 일요일 혹은 일요일, 월요일에 연속으로 방송한다.

## 같이 보기
- ETN